# Pierre Gobeil (écrivain)
Pour les articles homonymes, voir Gobeil et Pierre Gobeil.
Pierre Gobeil, né à Chicoutimi en 1953, est un écrivain québécois.

## Biographie
Il publie en 1988 son premier roman intitulé Tout l'été dans une cabane à bateau où transparaît l'influence de la psychanalyse.
Assurée par un enfant de 10 ans, la narration de La Mort de Marlon Brando touche des sujets sensibles avec une délicatesse qui assure le succès critique et public de ce deuxième roman paru en 1989.
Il remporte le Grand prix du livre de Montréal 1993 pour Dessins et cartes du territoire.

## Œuvres

### Romans
- Tout l'été dans une cabane à bateau (1988), réédition en 1992
- La Mort de Marlon Brando (1989)
- Dessins et cartes du territoire (1993)
- Sur le toit des maisons (1998)
- Le Jardin de Peter Pan (2009)
- Splendeurs et misères de l'homme occidental (2015)

### Récit
- L'Hiver à Cape Cod (2011)

### Recueil de nouvelles
- La Cloche de verre (2005)

### Journal de voyage
- Cent jours sur le Mékong (1995)

## Honneurs
- 1986 - Prix littéraire Juge-Lemay
- 1988 - Prix littéraire du CRSBP du Saguenay–Lac-Saint-Jean
- 1993 - Grand prix du livre de Montréal, Dessins et cartes du territoire